# Kostrze

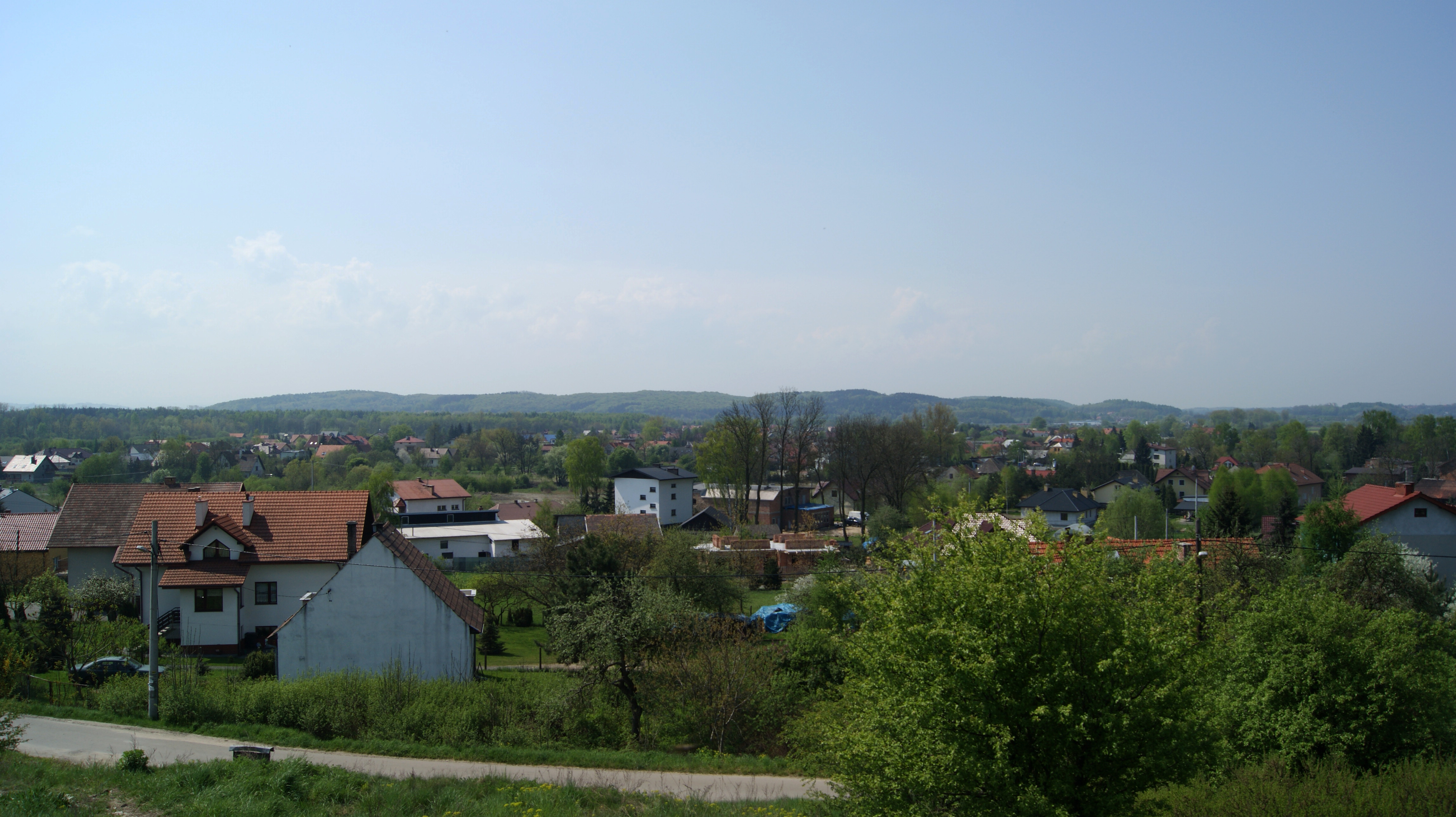
Kostrze, widok z północnego wschodu, na horyzoncie Wzgórza Tynieckie

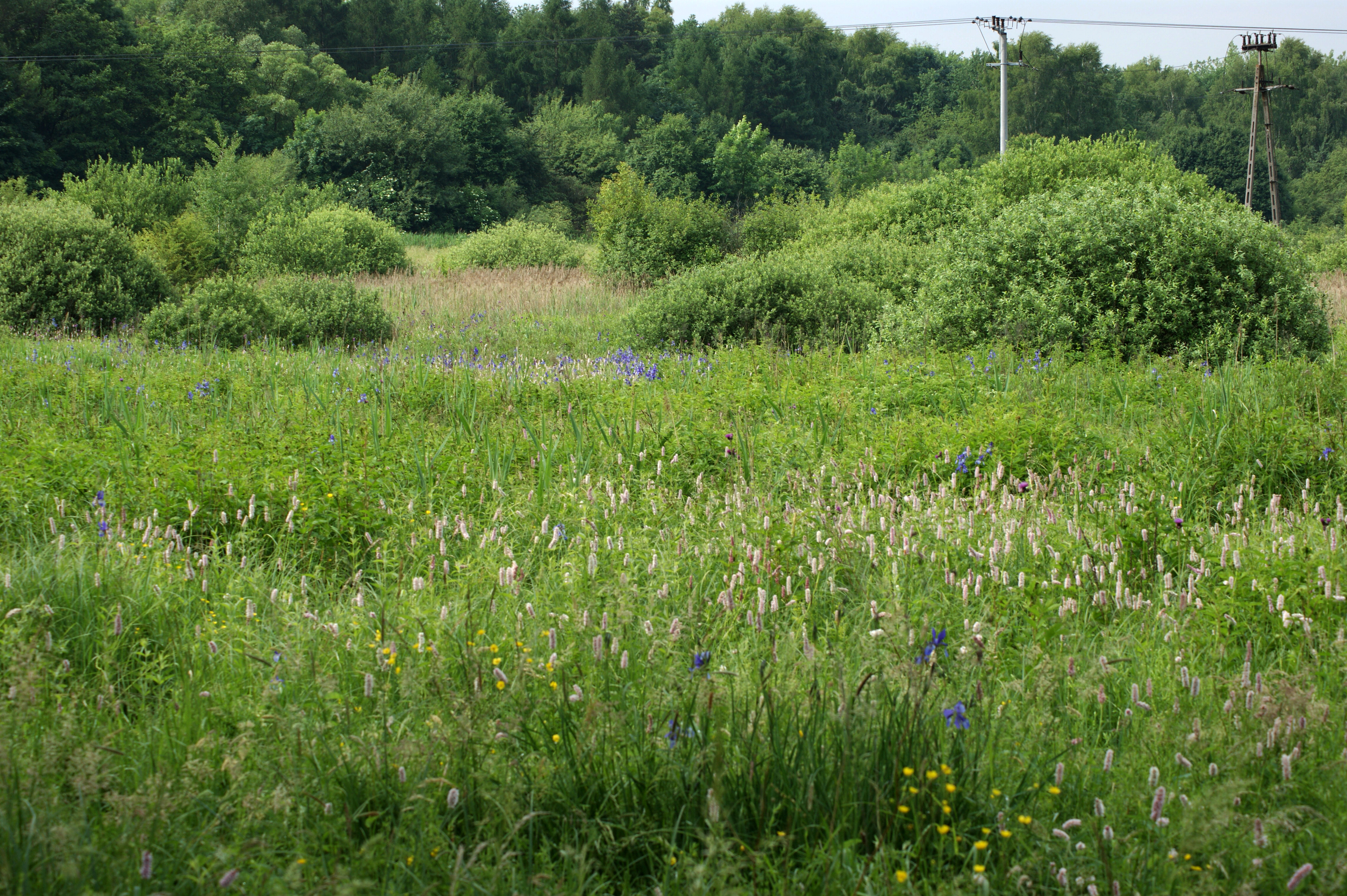
Łąki w Kostrzu ze stanowiskiem kosaćca syberyjskiego

Kostrze – obszar Krakowa wchodzący w skład Dzielnicy VIII Dębniki, dawna wieś.
Kostrze, jedno z krakowskich osiedli, położone malowniczo na południowo-zachodnich zboczach wzgórza Solnik, przy drodze prowadzącej z centrum Krakowa do Tyńca (ul. Tyniecka). Ta niegdyś podkrakowska wieś została przyłączona do Krakowa w 1941, jako XXX dzielnica katastralna, posiada długie i bogate dzieje sięgające XIV wieku. Pamięć o historii Kostrza, pomimo niezbyt wielu źródeł pisanych, zachowała się dzięki ustnym przekazom rodzin zamieszkałych tu z pokolenia na pokolenie.